# Ochthebius mongolensis
Ochthebius mongolensis är en skalbaggsart som beskrevs av Emile Janssens 1967. Ochthebius mongolensis ingår i släktet Ochthebius och familjen vattenbrynsbaggar. Inga underarter finns listade i Catalogue of Life.